# Beck Malenstyn
Beck Malenstyn, född 4 februari 1998, är en kanadensisk professionell ishockeyforward som är kontrakterad till Washington Capitals i National Hockey League (NHL) och spelar för Hershey Bears i American Hockey League (AHL). Han har tidigare spelat för Calgary Hitmen och Swift Current Broncos i Western Hockey League (WHL).
Malenstyn draftades av Washington Capitals i femte rundan i 2016 års draft som 145:e spelare totalt.

## Statistik
| 2013–2014  | Campbell River Storm  | VIJHL      | 2   | 0  | 2  | 2   | 0   | —  | — | — | —  | —  |
|            | Calgary Hitmen        | WHL        | 5   | 0  | 3  | 3   | 4   | —  | — | — | —  | —  |
| 2014–2015  | Calgary Hitmen        | WHL        | 51  | 8  | 4  | 12  | 25  | 11 | 1 | 1 | 2  | 4  |
| 2015–2016  | Calgary Hitmen        | WHL        | 70  | 8  | 17 | 25  | 47  | 5  | 2 | 1 | 3  | 2  |
| 2016–2017  | Calgary Hitmen        | WHL        | 70  | 32 | 24 | 56  | 6   | 4  | 0 | 0 | 0  | 2  |
| 2017–2018  | Calgary Hitmen        | WHL        | 4   | 0  | 3  | 3   | 0   | —  | — | — | —  | —  |
|            | Swift Current Broncos | WHL        | 38  | 17 | 12 | 29  | 28  | 26 | 4 | 7 | 11 | 18 |
| 2018–2019  | Hershey Bears         | AHL        | 74  | 7  | 9  | 16  | 66  | 9  | 0 | 2 | 2  | 6  |
| 2019–2020  | Washington Capitals   | NHL        | 1   | 0  | 0  | 0   | 0   | —  | — | — | —  | —  |
|            | Hershey Bears         | AHL        | 18  | 3  | 3  | 6   | 8   | —  | — | — | —  | —  |
| NHL totalt | NHL totalt            | NHL totalt | 1   | 0  | 0  | 0   | 0   | —  | — | — | —  | —  |
| AHL totalt | AHL totalt            | AHL totalt | 92  | 10 | 12 | 22  | 74  | 9  | 0 | 2 | 2  | 6  |
| WHL totalt | WHL totalt            | WHL totalt | 238 | 65 | 63 | 128 | 164 | 46 | 7 | 9 | 16 | 26 |

### Internationellt
| Källa: Uppdaterad: 2019-11-21 | Källa: Uppdaterad: 2019-11-21 | Källa: Uppdaterad: 2019-11-21 |         | Utv = Utvisningsminuter | Utv = Utvisningsminuter | Utv = Utvisningsminuter | Utv = Utvisningsminuter | Utv = Utvisningsminuter |
| År                            | Lag                           | Mästerskap                    | Matcher | Mål                     | Assists                 | Poäng                   | Utv                     |                         |
| ----------------------------- | ----------------------------- | ----------------------------- | ------- | ----------------------- | ----------------------- | ----------------------- | ----------------------- | ----------------------- |
| 2015                          | Kanada                        | Ivan Hlinka                   | 4       | 1                       | 1                       | 2                       | 4                       |                         |
| 2016                          | Kanada                        | U18                           | 7       | 1                       | 2                       | 3                       | 4                       |                         |
| Junior totalt                 | Junior totalt                 | Junior totalt                 | 11      | 2                       | 3                       | 5                       | 8                       |                         |